# Юрманга (посёлок)
Юрманга — посёлок в Бабушкинском районе Вологодской области.
Входит в состав Бабушкинского сельского поселения, с точки зрения административно-территориального деления — центр Леденьгского сельсовета.

## География
Расположен на берегу реки Леденьги, на юге примыкает к районному центру селу имени Бабушкина.

## История
В 1966 г. указом президиума ВС РСФСР поселок лесоучастка Юрманга переименован в Юрманга.
В 2000 году в состав посёлка вошла часть села имени Бабушкина.

## Население
| 2010 |
| ---- |
| 469  |